# 錫比烏鹽礦鎮
錫比烏鹽礦鎮（羅馬尼亞語：Ocna Sibiului）是羅馬尼亞錫比烏縣的城鎮，位於該國中部，距離县府錫比烏10公里，面積87.46平方公里，海拔高度408米，2011年人口3,372。